# Remixes & B Sides
Remixes & B Sides è un EP della cantante britannica Amy Winehouse, pubblicato nel 2007 da Universal Music e Island Records.

## Tracce
1. Back to Black – 4:00
2. Valerie – 3:53
3. Hey Little Rich Girl – 3:33
4. Back to Black (Steve Mac Vocal) – 6:06
5. Back to Black (Steve Mac Dub) – 6:20
6. Back to Black (Mushtaq Vocal) – 4:07
7. Back to Black (Rumble Strips) – 3:49
8. Rehab (Soulcast Radio Edit) – 3:50
9. Rehab (Soulcast Extended Mix) – 7:37

## Classifiche
| Classifica (2021) | Posizione massima |
| ----------------- | ----------------- |
| Grecia            | 73                |